# Брендън Дюбоа
Брендън Дюбоа (на английски: Brendan DuBois) е американски писател на произведения в жанра трилър, научна фантастика (алтернативна история), фентъзи и документалистика.

## Биография и творчество
Брендън Дюбоа е роден на 19 септември 1959 г. в Доувър, Ню Хампшър, САЩ. Израства по крайбрежието на Ню Хампшър. През 1982 г. завършва английска филология в Университета на Ню Хампшър. След дипломирането си работи три години като журналист за местни вестници и като копирайтър в индустрията на технологиите и комуникациите.
През 80-те години започва да пише криминални и научнофантастични разкази (общо над 150) за списания като „Плейбой“, „Мистериите на Елъри Куин“ и The Magazine of Fantasy and Science Fiction, както и са включени в много антологии. Разказът му „Тъмният сняг“ е публикуван през 2000 г. в антологията „Най-добрите американски мистериозни истории на века“. За творчеството си получава различни награди, включително две награди „Шеймъс“ за най-добър разказ на годината – за „Необходимият брат“ от 1995 г. и „Краят на пътя“, 2001 г.; и две награди „Бари“ за най-добър разказ на годината – за „Правилното обаждане“ от 2007 г. и „Писателят от Хай хаус“ от 2010 г. Разказът му „Краят на пътя“ получава през 2005 г. и наградата „Бланчард“.
Първият му роман „Мъртъв пясък“ от поредицата „Люис Кол“ е издаден през 1994 г. Главният герой, Люис Кол, е жител на туристическия град Тайлър Бийч, Ню Хампшър, и предприема частно разследване, когато видни членове на общността са заплашени със смърт, а красиво момиче е намерено обесено. Романът става бестселър и дава началото на дълга криминална поредица.
Един от най-известните му романи е „Ден на Възкресението“ от 1999 г., който печели наградата „Странично“ (Sidewise) за алтернативна история. Другите му известни произведения се фокусират върху правителствения шпионаж и астрономията. От 2018 г. започва да участва в съавторска дейност заедно с писателя Джеймс Патерсън. Три пъти е номиниран за наградата „Едгар“.
Дюбоа участва в няколко национални синдикирани игрови шоута, включително като победител в епизод на Jeopardy! от 2012 г. и съпобедител в епизод на „Преследването“ от 2015 г.
Брендън Дюбоа живее със семейството си в Ексътър, Ню Хампшър.

## Произведения

### Самостоятелни романи
- Resurrection Day (1999)[1][2][3][5]
- Six Days (2001)
- Betrayed (2003)
- Final Winter (2006)
- Dead of Night (2007)
- Amerikan Eagle (2011) – като Алън Глен
- Night Road (2016)
- The Negotiator (2018)
- The First Lady (2018) – с Джеймс Патерсън
- The Summer House (2020) – с Джеймс Патерсън
- Blowback (2022) – с Джеймс Патерсън
Ответен удар, изд.: ИК „Плеяда“, София (2023), прев. Сибин Майналовски

### Поредица „Люис Кол“ (Lewis Cole)
1. Dead Sand (1994)[1][2][3]
2. Black Tide (1995)
3. The Shattered Shell (1999)
4. Killer Waves (2002)
5. Buried Dreams (2004)
6. Primary Storm (2006)
7. Deadly Cove (2011)
8. Fatal Harbor (2014)
9. Blood Foam (2015)
10. Storm Cell (2016)
11. Hard Aground (2018)
12. Terminal Surf (2024)

### Поредица „Империя на Севера“ (Empire of the North)
1. The Noble Prisoner (2012)[1][2][3]
2. The Noble Warrior (2012)
3. The Noble Prince (2012)

### Поредица „Тъмна победа“ (Dark Victory)
1. Dark Victory (2015)[1][2][3]
2. Red Vengeance (2017)
3. Black Triumph (2018)

### Поредица „Ейми Корнуол“ (Amy Cornwall) – сДжеймс Патерсън
1. Out of Sight (2019)[3]
2. Countdown (2023)

### Поредица „Алекс Крос“ (Alex Cross) – сДжеймс Патерсън
29. Cross Down (2023)

### Поредица „Джон Сампсън“ (John Sampson) – сДжеймс Патерсън
1. Cross Down (2023)

### Участие в общи серии с други писатели
- The End (2017) и After the End (2017) в поредицата „Книжни снимки: Оуен Тейлър“ (BookShots : Owen Taylor) – с Джеймс Патерсън[1]
- The Thief in the House (2021) в поредицата „Барб Гофман представя“ (Barb Goffman Presents)
- Black Cat Weekly #44, #49 (2022) и #106 (2023) в поредицата „Седмичен вестник „Черна котка“ (Black Cat Weekly) – с колектив
- Obsession (2022) в поредицата „Седмична мистерия на вестник „Черна котка“ (Black Cat Weekly Mystery)

### Новели и разкази
- On the Plains of Deception (2011)[1]
- The Spirits of Crawford Notch (2012)
- The Witnesses (2016) – с Джеймс Патерсън

### Сборници
- The Dark Snow (2002)[1][4]
- Tales from the Dark Woods (2002)
- Tales from The Dark Snow (2011)
- Death of a Gemini (2011)
- Blue and Gray Tales of Mystery (2012)
- Lost On The Moon (2013)
- The Hidden (2014)
- Silver Bullets (2019) – с други

### Документалистика
- Breaking Into The Mystery Short Story Market (2011)[1]
- Writing the First Person Detective Novel (2011)
- My Short, Happy Life In Jeopardy (2013)